# ميخائيل دبليو. بورنس
ميخائيل دبليو. بورنس (بالإنجليزية: Michael W. Burns)‏ هو سياسي أمريكي، ولد في 16 فبراير 1958 في بالتيمور في الولايات المتحدة. حزبياً، نشط في الحزب الجمهوري. وقد انتخب عضو مجلس النواب لولاية ماريلند.

## وصلات خارجية
- الموقع الرسمي